# 吴杰 (南宁卫指挥使)
吴杰（?—?），南直隶庐州府合肥县（今安徽合肥肥东）人，明朝军事将领。
黔国公吴复之子，嗣父爵安陆侯。曾多次在山、陕、河南、北平练兵从征。洪武二十八年（1395年），从征龙州，立功赎罪。建文年间，燕王朱棣起兵，吴杰帅兵援助真定官军对抗燕王，战於白沟河，违纪，降为南宁卫指挥使。永乐元年（1403年），吴杰子吴璟请求嗣位。正统年间，又多次请求，朝廷都不允许。弘治六年（1493年），吴璟孙吴鐸援诏请求嗣位，明孝宗亦不许。弘治十八年（1505年）录复子孙世职千户。